# Condado de Emmet (Míchigan)
El condado de Emmet (en inglés: Emmet County, Míchigan), fundado en 1840, es uno de los 83 condados del estado estadounidense de Míchigan. En el año 2000 tenía una población de 41.437 habitantes con una densidad poblacional de 26 personas por km². La sede del condado es Petoskey.

## Geografía
Según la Oficina del Censo, el condado tiene un área total de 2285 km² (882,2 mi²), de la cual 1212 km² (468 mi²) es tierra y 1073 km² (414,3 mi²) es agua.

## Condados adyacentes
- Condado de Mackinac noreste
- Condado de Cheboygan este
- Condado de Charlevoix sur

## Demografía
En el 2000 la renta per cápita promedia del condado era de $40 222, y el ingreso promedio para una familia era de $48 140. El ingreso per cápita para el condado era de $21 070. En 2000 los hombres tenían un ingreso per cápita de $33 385 frente a los $24 173 que percibían las mujeres. Alrededor del 7,40% de la población estaba bajo el umbral de pobreza nacional.

## Lugares

### Ciudades
- Harbor Springs
- Petoskey

### Villas
- Alanson
- Mackinaw City
- Pellston

### Lugar designado por el censo
- Bay View
- Brutus
- Carp Lake
- Cross Village
- Conway
- Levering
- Oden
- Ponshewaing

### Municipios
| - Municipio de Bear Creek - Municipio de Bliss - Municipio de Carp Lake - Municipio de Center | - Municipio de Cross Village - Municipio de Friendship - Municipio de Little Traverse - Municipio de Littlefield | - Municipio de Maple River - Municipio de McKinley - Municipio de Pleasantview - Municipio de Readmond | - Municipio de Resort - Municipio de Springvale - Municipio de Wawatam - Municipio de West Traverse |

### Principales carreteras
| - I-75 - US 31 - US 131 - M-68 - M-108 - M-119 | - C-58 - C-64 - C-66 - C-71 - C-77 - C-81 |